# 乔乌拉
乔乌拉（Joura），是印度中央邦Morena县的一个城镇。总人口25514（2001年）。

## 人口
该地2001年总人口25514人，其中男性13808人，女性11706人；0—6岁人口4097人，其中男2186人，女1911人；识字率63.71%，其中男性为73.81%，女性为51.79%。